# Municipio de Walsh Centre
El municipio de Walsh Centre (en inglés: Walsh Centre Township) es un municipio ubicado en el condado de Walsh en el estado estadounidense de Dakota del Norte. En el año 2010 tenía una población de 154 habitantes y una densidad poblacional de 1,64 personas por km².

## Geografía
El municipio de Walsh Centre se encuentra ubicado en las coordenadas 48°19′31″N 97°26′55″O / 48.32528, -97.44861. Según la Oficina del Censo de los Estados Unidos, el municipio tiene una superficie total de 93.8 km², de la cual 93,8 km² corresponden a tierra firme y (0 %) 0 km² es agua.

## Demografía
Según el censo de 2010, había 154 personas residiendo en el municipio de Walsh Centre. La densidad de población era de 1,64 hab./km². De los 154 habitantes, el municipio de Walsh Centre estaba compuesto por el 97,4 % blancos, el 0,65 % eran amerindios y el 1,95 % eran de una mezcla de razas. Del total de la población el 2,6 % eran hispanos o latinos de cualquier raza.